# Eixo e Eirol
Eixo e Eirol é uma freguesia portuguesa do município de Aveiro, com 22,42 km² de área e 6190 habitantes (censo de 2021). A sua densidade populacional é 276,1 hab./km².

## História
Foi constituída em 2013, no âmbito de uma reforma administrativa nacional, pela agregação das antigas freguesias de Eixo e Eirol e tem sede em Eixo.

## Demografia
A população registada nos censos foi:
| Distribuição da População por Grupos Etários | Distribuição da População por Grupos Etários | Distribuição da População por Grupos Etários | Distribuição da População por Grupos Etários | Distribuição da População por Grupos Etários | Distribuição da População por Grupos Etários |
| -------------------------------------------- | -------------------------------------------- | -------------------------------------------- | -------------------------------------------- | -------------------------------------------- | -------------------------------------------- |
| Antes da agregação                           |                                              |                                              |                                              |                                              |                                              |
| Ano                                          | 0-14 anos                                    | 15-24 anos                                   | 25-64 anos                                   | >= 65 anos                                   | Total                                        |
| 2001                                         | 1098                                         | 894                                          | 3280                                         | 762                                          | 6034                                         |
| 2011                                         | 981                                          | 718                                          | 3604                                         | 1021                                         | 6324                                         |
| Após a agregação                             |                                              |                                              |                                              |                                              |                                              |
| Ano                                          | 0-14 anos                                    | 15-24 anos                                   | 25-64 anos                                   | >= 65 anos                                   | Total                                        |
| 2021                                         | 801                                          | 645                                          | 3515                                         | 1229                                         | 6190                                         |